# Cimex pilosellus
Cimex pilosellus är en insektsart som först beskrevs av Horvath 1910.  Cimex pilosellus ingår i släktet Cimex och familjen vägglöss. Inga underarter finns listade i Catalogue of Life.